# Grodzisko Gnosna
Grodzisko Gnosna – znajduje się nad rzeką Wietcisą w pobliżu osady Zamkowa Góra w kierunku północnozachodnim od Skarszew na północnym krańcu Kociewia. Prowadzi tędy Szlak Skarszewski – zielony znakowany szlak turystyczny.
Gnosna jest dobrze zachowanym grodziskiem typu wyżynnego, położonym na wysokim wzgórzu około 35 m nad otaczającymi go łąkami, otoczonym od strony lądu fosą. Kształt grodziska odpowiada formie owalu o średnicy do 50 metrów, obwarowanego z trzech stron pięciometrowym wałem. Badania archeologiczne potwierdziły użuykowanie grodu w XI wieku. Jedna z hipotez umiejscawia w grodzisku stolicę zamieszkującego dorzecze Wierzycy i Wietcisy plemienia Wierzyczan. W 1258 roku po prawdopodobnym zniszczeniu przez Prusów Gnosna utraciła znaczenie na rzecz nowo powstałego Starogardu. Od roku 1269 na mocy aktu darowizny Sambora II obszar grodu stał się własnością cystersów z klasztoru w Pogódkach. Podupadły gród pozostał już na zawsze nieodbudowany. Na podstawie znalezionych tu przedmiotów można stwierdzić, iż głównymi zajęciami mieszkańców ówczesnego grodu były garncarstwo, kowalstwo, rogownictwo i drobny handel.